# Кам'яний лис
«Кам'яний Лис» (англ. Stone Fox) — повість для дітей американського письменника Джона Рейнольдса Гардинера, перша і найвідоміша з його книг. Після виходу в світ 1980 року книга здобула визнання і популярність. Було продано три мільйони примірників і в 1987 році знято телевізійний фільм, ролі в якому зіграли Бадді Ебсен, Джої Креймер та Гордон Тутусіс,а режисером став Харві Харт. Повість була визнана кращою книгою 1980 року за рейтингом New York Times (30 листопада 1980 р.), а літературний критик Аніта Сілві включила її до 100 найкращих книг для дітей.
Головним героєм повісті є хлопчик на ім'я Маленький Віллі. Він вирішує взяти участь у перегонах на собачих упряжках, бажаючи виграти 500 доларів, щоб сплатити заборгованість з податків на фермі дідуся. Дія в цьому прозовому творі відбувається на Дикому Заході, але автор не вказує, у який саме час.  Надихнула письменника легенда про Скелясті гори, яку Гардинер почув у штаті Айдахо. Спочатку "Кам'яний Лис" задумувався як сценарій, але продюсер порадив перетворити його на повість.

## Зміст

### Сюжет
Десятирічний Віллі живе в Джексоні, штат Вайомінг, на картопляній фермі з дідусем та собакою на ім'я Зоря. Під час суворої зими дід здоров'я діда різко погіршується, а податковий інспектор починає вимагати сплати заборгованості. Віллі переконаний, що разом із Зорею вони можуть перемогти на Національних перегонах на собачих упряжках, які щороку проходять у в Джексоні, і тим самим виграти приз у розмірі 500 доларів, що могло б врятувати ферму. 

### Головні герої
- Маленький Віллі - головний герой книги, хлопчик, що живе з дідом на картопляній фермі в Джексоні, штат Вайомінг, США.
- Зоря - вірна чорна собака Віллі, що померла від серцевого нападу на перегонах.
- Дідусь - дідусь Віллі, який протягом більшої частини історії залишається прикутим до ліжка.
- Доктор Сміт - жінка, що є єдиним лікарем у місті та близькою подругою Віллі і його дідуся.
- Кам'яний Лис - індіанець, обурений тим, що білі захопили землі його народу. Він ніколи не розмовляє з білими і ще жодного разу не програвав у перегонах, використовуючи призові кошти для викупу сільгоспугідь у білих.
- Містер Кліффорд Снайдер - місцевий податковий інспектор.
- Пий-до-дна - міський п'яниця, який розповідає Віллі про Кам'яного Лиса.

## Фільм
Кам'яний Лис - це екранізація однойменної книги. Прем'єра фільму відбулася 30 березня 1987 року в ефірі американської телемережі NBC та за участі таких зірок, як Бадді Ебсен (у ролі дідуся), Джої Креймер (у ролі Віллі), Гордон Тутусіс (в ролі Кам'яного Лиса) та Белінда Монтгомері (в ролі доктора Сміт). Над фільмом, режисером якого став Харві Харт, працювали: кінокомпанія Allarcom Limited, медіа-конгломерат Taft Broadcasting та мультиплікаційна студія Hanna-Barbera. 
Сюжет фільму трохи відрізняється від книги. Дідусь, не втрачає жаги до життя, але зазнає інсульту, і Віллі повинен виграти приз, щоб врятувати дідусеве ранчо. Собаку хлопчика у фільмі названо Морганом. Після смерті пса на перегонах Кам'яний Лис також залишає Віллі цуценя. Фільм був знятий у парку-музеї "Форт-Едмонтон", на автомагістралях Фокс-драйв та Уайтмуд-драйв у провінції Альберта, Канада . 